# Мироновщина
Мироновщина (укр. Миронівщина) — село,
Гринцевский сельский совет,
Лебединский район,
Сумская область,
Украина.
Население по переписи 2001 года составляло 59 человек.

## Географическое положение
Село Мироновщина находится на расстоянии в 1 км от сёл Руда и Протопоповщина.
По селу протекает пересыхающий ручей с запрудой.
Рядом проходят автомобильные дороги Т-1918 и Н-07.